# Jaguar XJR-11
La Jaguar XJR-11 è una vettura da competizione schierata dalla casa automobilistica britannica nel Campionato Mondiale Sport Prototipi 1989-1990.
La vettura nel 1990 ha vinto la 1000 km di Silverstone.